# Niclas Österbom
Niclas (Nicolaus, Nils) Abrahamsson Österbom, född omkring juni 1702 antagligen i Norrköpingstrakten, död 22 mars 1776 på Lida i Sankt Johannes socken, Östergötlands län, var en svensk bildhuggare.
Niclas Österbom tog intryck av Burchardt Precht (1651-1738), barockens förnämsta bildhuggare i Sverige. Under hans verksamhet i Norrköping kom många kyrkor, i synnerhet i Östergötland, att få orgelfasader och predikstolar av hans hand. 

## Biografi
Niclas Österbom fick förmodligen sin första utbildning i Norrköping och arbetade därefter som gesäll 1730-32 hos bildhuggare Gabriel Beutin (död 1742) i Stockholm. År 1733 flyttade han till Norrköping, där han erhöll burskap år 1733. 
1734 flyttade familjen till kvadraten Hatten 13, Strandkvarteret i Norrköping. Familjen bosatte sig 1747 på Lida i Sankt Johannes församling, Norrköping.  Österbom avled 22 mars 1776 på Lida i Sankt Johannes församling, Norrköping av bröstsjuka.

### Familj
Österbom gifte sig första gången 20 oktober 1733 i Norrköping med Anna Wangel. Österbom gifte sig andra gången omkring 1760 med guldsmedsdottern Wendela Christina Berg (1732-1801). De fick tillsammans barnen Johan Abraham (född 1760), Sara Catharina (född 1763), Maja-Lisa (1768) och Nils (1772-1775).

## Verk i urval
| År           | Plats                            | Bild | Arbete                    | Bevarad | Kommentar                                        |
| ------------ | -------------------------------- | ---- | ------------------------- | ------- | ------------------------------------------------ |
| 1733         | Törnevalla kyrka                 |      | Predikstol                |         |                                                  |
| 1734         | Linköpings domkyrka              |      | Orgelfasad                |         |                                                  |
| 1735         | Gammalkils kyrka                 |      | Predikstol                |         |                                                  |
| 1735         | Torsåkers kyrka, Södermanland    |      | Predikstol                |         |                                                  |
| 1738 (1748)  | Sankt Nicolai kyrka, Nyköping    |      | Predikstol                |         |                                                  |
| 1740         | Ljungs kyrka, Östergötland       |      | Orgelfasad                |         |                                                  |
| Omkring 1740 | Sankt Olai kyrka                 |      | Predikstol                |         |                                                  |
| 1742         | Örtomta kyrka                    |      | Predikstol                |         |                                                  |
| 1743         | Borgs kyrka                      |      | Predikstol                |         |                                                  |
| 1743         | Sankta Gertruds kyrka, Västervik |      | Predikstol och orgelfasad |         |                                                  |
| 1745         | Linköpings domkyrka              |      | Predikstol                |         |                                                  |
| 1745         | Västra Eneby kyrka               |      | Predikstol                |         |                                                  |
| 1746         | Flistads kyrka, Östergötland     |      | Predikstol                |         |                                                  |
| 1746         | Tryserums kyrka                  |      | Orgelfasad                |         |                                                  |
| 1747         | Kaga kyrka                       |      | Predikstol                |         |                                                  |
| 1747         | Sankt Johannes kyrka, Norrköping |      | Predikstol                |         |                                                  |
| 1750         | Östra Husby kyrka, Östergötland  |      | Predikstol                |         | Skänktes 1807 till Kvarsebo kyrka, Södermanland. |
| 1752         | Åtvids gamla kyrka               |      | Orgelfasad                |         |                                                  |
| 1753         | Landeryds kyrka, Östergötland    |      | Orgelfasad                |         |                                                  |
| 1753         | Mogata kyrka, Östergötland       |      | Orgelfasad                |         |                                                  |
| 1755         | Hällestads kyrka                 |      | Orgelfasad                |         |                                                  |
| 1756         | Jonsbergs kyrka                  |      | Predikstol                |         |                                                  |
| 1757         | Vårdsbergs kyrka                 |      | Predikstol                |         |                                                  |
| 1760         | Hallingebergs kyrka              |      | Predikstol                |         |                                                  |
| 1763         | Askeby kyrka                     |      | Predikstol                |         |                                                  |

### Arbetare och lärlingar
- 1737-1738, 1740-1746 - Thomas Uppström. Han var 1740 lärogosse hos Österbom och blev 1745 gesäll.[7][8][10][11][12][13][14][15][16]